# او-۴۷۸
زیردریایی یو-۴۷۸ (به انگلیسی: German submarine U-478) یک زیردریایی بود که طول آن ۶۷٫۱ متر (۲۲۰ فوت ۲ اینچ) بود. این زیردریایی در سال ۱۹۴۳ ساخته شد.